# Lijst van burgemeesters van Ankeveen
Dit is een lijst van burgemeesters van de voormalige Nederlandse gemeente Ankeveen tot die gemeente in 1966 samen met Kortenhoef opging in de gemeente 's-Graveland.
| Ambtsperiode | Naam burgemeester                                 | Partij of stroming | Bijzonderheden |
| ------------ | ------------------------------------------------- | ------------------ | --- |
| 18?? - 1852  | Johannis Cornelis van Blarcum                     |                    | |
| 1852 - 1892  | Marius Catharinus van Pellecom                    |                    | tevens burgemeester van 's-Graveland (1851-1892) en Kortenhoef (1844-1892)                                                                      |
| 1892 - 1903  | Jhr. Jacob Petrus Hooft Graafland                 |                    | tevens burgemeester van 's-Graveland |
| 1903 - 1939  | Douwe Jan Andries baron van Harinxma thoe Slooten |                    | tevens burgemeester van 's-Graveland, eerder burgemeester van Holten                                                                            |
| 1939 - 1954  | Gerrit graaf Schimmelpenninck                     |                    | tevens burgemeester van 's-Graveland, eerder burgemeester van Nederhorst den Berg                                                               |
| 1954 - 1960  | Johannes Christiaan Bührmann                      | CHU                | waarnemend, tevens waarnemend burgemeester van 's-Graveland en burgemeester van Weesp                                                           |
| 1960 - 1964  | N.J.C. Cramer                                     | PvdA               | waarnemend, tevens waarnemend burgemeester van 's-Graveland en burgemeester van Naarden, voorheen burgemeester van Roden                        |
| 1964 - 1966  | Jan Diderik Jansen                                | CHU                | tevens burgemeester van 's-Graveland (1964-1976) en Kortenhoef (1964-1966), eerder burgemeester van 's-Gravenpolder, 's-Heer Abtskerke en Nisse |